# Йон Лаговарі
Йон Лаговарі (рум. Ion N. Lahovari; *25 січня 1844, Бухарест — †14 червня, 1915, Бухарест) — румунський політик, дипломат, міністр закордонних справ Румунії.

## Життя і політична кар'єра
Навчався в Парижі, після повернення додому працював юристом в Бухаресті. В 1871 був обраний заступником голови Консервативної партії. Між 1899-1900 був міністром закордонних справ в кабінеті Ґеорґе Кантакузіно.
Йон Лаговарі мав двох братів: Александру Лаговарі, який також займав пост міністра закордонних справ і генерала Якоба Лаговарі, який був його попередником на посаді міністра закордонних справ, а пізніше військовим міністром. Лаговарі був батьком трьох дітей. Його донька Марта Бібеско була відомою румунською письменницею.
Лаговарі двічі займав посаду міністра закордонних справ: з 11 квітня 1899 до 6 липня 1900 і з 12 березня 1907 до 27 грудня 1908.
Помер 14 червня 1915 в Бухаресті.

## Карикатури

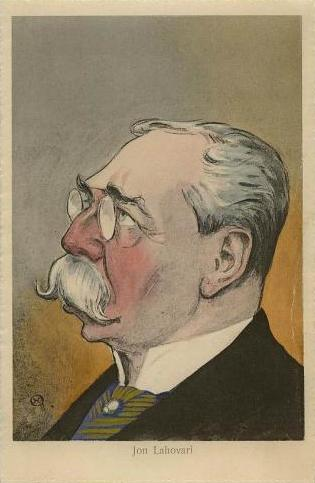
Йон Лаговарі - карикатура Ніколае Петреску
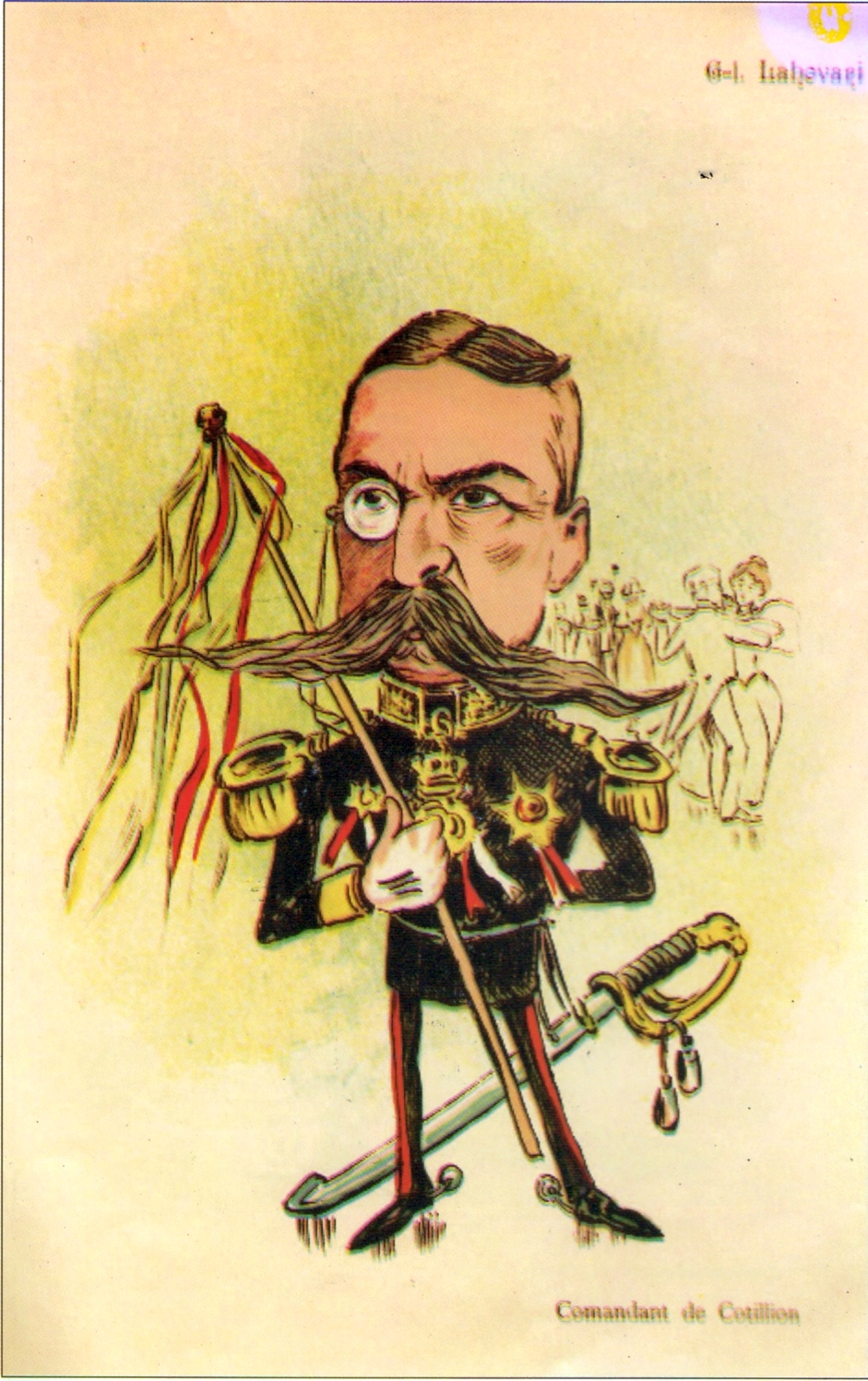
Йон Лаговарі - карикатура Ніколае Петреску